# Migration

Jährliche Nettomigrationsrate 2015–2020. Prognose der Vereinten Nationen, 2019.

Als Migration wird eine auf Dauer angelegte räumliche Veränderung des Lebensmittelpunktes einer oder mehrerer Personen verstanden. Migration über Landesgrenzen hinweg wird als internationale Migration bezeichnet. Migration innerhalb einer Region oder eines Staates wird Binnenmigration genannt. Als Gegenstand von Forschung und praktischer Begleitung ist Migration in einer Reihe wissenschaftlicher Fachrichtungen vertreten, darunter den Gesellschaftswissenschaften, den Rechts- und Wirtschaftswissenschaften. Daraus ergibt sich eine Vielzahl von Sichtweisen und begrifflichen Unterscheidungen, sodass der Fachliteratur eine einheitliche Definition nicht zu entnehmen ist.

## Begriffsbestimmung
Eine einheitliche Begriffsbestimmung besteht nicht. Meist wird unter Migration eine räumliche Verlegung des Lebensmittelpunktes einzelner Personen verstanden. Diese geschieht für eine gewisse Dauer und grenzt Migration von einer Reise ab. Über die notwendige Aufenthaltsdauer besteht keine Einigkeit. Ist sie auf Dauer oder auf einen sehr langen Zeitraum angelegt, spricht man häufig auch von Auswanderung. Meist wird eine bei Migrationsbeginn bereits bestehende Rückkehrabsicht, wie bei der Gesellenwanderung, der saisonalen Migration oder einer beruflichen Entsendung für einen von vornherein begrenzten Zeitraum nicht als Migration bezeichnet.
Herkömmlich wird nach den Beweggründen unterschieden. Migration ist demnach freiwillig, während die Flucht erzwungen ist. Die Unterscheidung ist jedoch schwierig, da unter Zwang nicht nur unmittelbarer körperlicher Zwang wie bei einer Vertreibung verstanden wird, sondern auch politische Verfolgung oder Krieg. Das soll Flucht von Migration aus wirtschaftlichen oder persönlichen Gründen abgrenzen. Andere sehen Migration als Oberbegriff für jede Art von Wanderungsbewegung, die erzwungene Flucht eingeschlossen. Wird die Migration von Staaten veranlasst, spricht man auch von Umsiedlern.
Aus der Sicht des Ortes, wohin der Migrant seinen Lebensmittelpunkt hinverlegt, stellt die Migration eine Einwanderung (Immigration) dar. Begrifflich sind die Integration, Assimilation oder Diaspora der Migration nachgelagerte Erscheinungen. Sie werden aber häufig als Teil der Migrationsforschung gesehen.
All diesen Ansätzen liegt eine Aufteilung der räumlichen Bewegung in Anfang und Ende, Herkunft- und Zielland zugrunde. Da sich Migrationsverläufe jedoch häufig auch über zahlreiche Stationen erstrecken können, die sich mitunter über mehrere Jahre hinziehen, wird zunehmend auch von Migrationsrouten oder Migrationstrajektorien gesprochen.
Keine Migration in diesem Sinne ist mangels Verlegung des Lebensmittelpunktes die Innere Emigration.

## Ursachen
Migration ist ein die Menschheitsgeschichte durchziehendes, erdumspannendes Geschehen. Im Grunde ist die Frage nach den Ursachen eine Technik, um 'normale' und 'legitime' Bewegungen über nationalstaatliche Grenzen hinweg (Tourismus, Studien- oder Arbeitsaufenthalt) von jenen Bewegungen zu unterscheiden, die problematisiert werden sollen. Die Bewegung von Menschen, innerhalb staatlicher Grenzen und jenseits davon, und eine mehr oder minder diffuse Aufrechterhaltung eines Rückkehrgedankens (sei es für Besuche oder zu einem späteren, besseren Zeitpunkt) ist jedoch immanenter Bestandteil menschlichen (Zusammen)lebens. Verbreitete und historisch wiederkehrende Motive für den dauerhaften Ortswechsel sind die Aussicht auf bessere Siedlungs- und Erwerbsmöglichkeiten, auf Zufluchtsorte bei Naturkatastrophen oder das Ausweichen vor Verschlechterungen des Klimas, sind die Suche nach Sicherheit für Leib und Leben nach Flucht oder Vertreibung als Folge von Kriegen sowie der Schutz vor Diskriminierung und persönlicher Verfolgung aus rassischen, religiösen bzw. weltanschaulichen Gründen oder auch aufgrund erlebter anderer Einschränkungen der persönlichen Freiheit im Herkunftsmilieu. Weitere Beweggründe ergeben sich beispielsweise aus Altersmigration, Bildungsmigration, Heiratsmigration und Remigration. 
Der Migrationsforscher Jochen Oltmer unterscheidet u. a. Arbeitswanderung, Bildungs- und Ausbildungswanderung, Dienstmädchenwanderung, Entsendung, Gesellenwanderung, Gewaltmigration, Heirats- und Liebeswanderung, Lebensstil-Migration, Nomadismus, Siedlungswanderung und Sklavenhandel.

## Formen
Unterschieden wird z. B. zwischen der Migration zwischen zwei Staaten und der Binnenmigration innerhalb eines Staates. Der Begriff der Binnenmigration ist – für sich genommen – grundsätzlich unscharf, da nicht klar ist, was unter "Binnen" zu verstehen ist. Daher bedarf er bei seiner Verwendung immer einer näheren Definition: ist die Migration "binnen" eines Landes (z. B. Bayern, Texas), eines Staates (z. B. Deutschland, USA), einer Region (z. B. Metropolregion Nürnberg, Dairy Belt), eines Staatenbundes (z. B. Afrikanische Union) oder eines Staatenverbundes (z. B. EU) gemeint? 
Weiterhin wird zwischen der Primärmigration, also der erstmaligen Auswanderung und der Sekundärmigration also einer folgenden Auswanderung unterschieden.
In der internationalen Flüchtlingsforschung sowie dem internationalen Flüchtlingsrecht wird mitunter der Terminus Migration vom Terminus Flucht abgegrenzt. Nach dieser Definition ist ein Flüchtling, wer gezwungen ist, seinen Wohnort zu verlassen, Migrant ist, wer dies freiwillig tut.

## Entwicklungstendenz
Bedingt durch die Weltkriege des 20. Jahrhunderts, regionale Instabilität, Globalisierung, Digitale Revolution und Erderwärmung nimmt das Migrationsgeschehen an Komplexität zu. Es stellt Gesellschaften und politische Akteure weltweit in Fragen der Zuzugssteuerung und der Integration von Einwanderern vor neue Herausforderungen.

## Markante historische Wanderungsbewegungen
Vor etwa 40.000 Jahren erschloss sich der Homo sapiens die gemäßigten Zonen Eurasiens; vor 12.000 Jahren war er in allen Großräumen der Kontinente präsent. Die Entstehung der Sahara löste zwischen 3000 und 1000 v. Chr. eine Wanderung von Bantu aus West- bis ins südliche Afrika aus. Im Zeitraum zwischen 200 und 1500 breiteten sich die Chinesen von ihren Ursprungsgebieten in alle Richtungen aus, besonders nach Südasien. Um 500 migrierten arabische Stämme in großer Zahl über weite Strecken und erreichten u. a. Ostafrika. Die oft aus Diskriminierung, Unterdrückung und Verfolgung hervorgegangene jüdische Migration zeigte sich unter anderem beim Auszug aus Ägypten 1250 v. Chr., im Diaspora-Judentum, hervorgerufen durch Fremdherrschaft und den Ausgang des Jüdischen Krieges, sowie in der durch die Zeit des Nationalsozialismus und den Holocaust vorangetriebenen Remigration nach Palästina.

Die herkömmliche Rekonstruktion der sogenannten Völkerwanderungen des zweiten bis fünften Jahrhunderts

Zu den frühen Wanderungsbewegungen im europäischen Raum gehören die griechische Kolonisation am Mittelmeer im 1. Jahrtausend v. Chr. und die Völkerwanderung am Übergang zwischen Spätantike und Frühmittelalter. Mit dem 16. Jahrhundert begann die europäische Expansion, in deren Folge sich Kolonialismus und neuzeitlicher Sklavenhandel entwickelten und die indigene Bevölkerung Amerikas zusammenbrach. Eine massenhafte Auswanderung aus Europa insbesondere nach Amerika und vor allem in die Vereinigten Staaten setzte im 19. Jahrhundert bei fortgesetzt stark anwachsender europäischer Bevölkerung und Binnenwanderung ein.
Der Migrationshistoriker Dirk Hoerder kritisiert die euro- bzw. US-zentrierte Beschreibungen von Migrationsprozessen. Er unterscheidet für das 19. und frühe 20. Jahrhundert fünf große Migrationssysteme:
- das „weiße“ atlantische System, das Europa mit seinen Kolonien in Nord- und Südamerika verband
- das schwarzatlantische System, das den atlantischen Sklavenhandel umfasst,
- das Migrationssystem asiatischer Menschen, die teils freiwillig, teils als Schuldknechte über den Pazifik nach Amerika gebracht wurden,
- das russisch-sibirische System, das die Besiedlung Sibiriens (z. B. durch russische Wanderarbeiter oder westeuropäische Einwanderer) umfasst,
- das nordchinesisch-mandschurische System, die Einwanderung von Han-Chinesen und Koreanern in die Mandschurei insbesondere in den 1920er und 1930er Jahren, die auf etwa 30 Millionen Menschen geschätzt wird.[13]

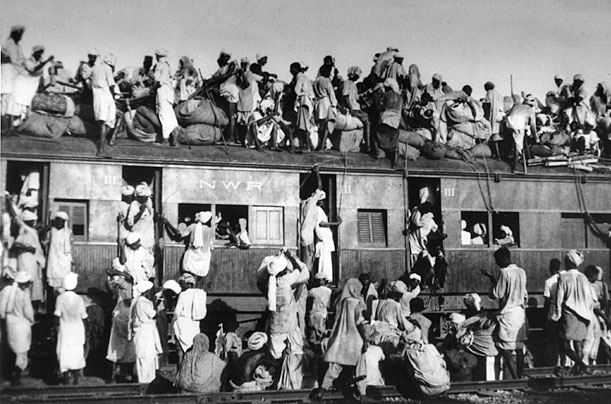
Überfüllter Flüchtlingszug, Punjab, Indien 1947

Aus den weltweiten kriegerischen oder kriegsähnlichen Konflikten des 20. Jahrhunderts gingen nach Annette Treibel-Illian verstärkt Zwangsmigrationen in Form von Deportationen und Vertreibungen hervor, zum Beispiel als Folge der Russischen Revolution, der Kleinasiatischen Katastrophe, dem Stalinismus der Sowjetunion, der Deportationen von Juden und Zwangsarbeitern sowie der Vertreibung von Polen und ethnischen Minderheiten durch das Dritte Reich oder bei der Westverschiebung Polens nach dem Zweiten Weltkrieg oder der Teilung Indiens. Zu Ende des 20. Jahrhunderts – nach dem Ende des Ost-West-Konflikts scheint das weltweite Wanderungsgeschehen an Komplexität zuzunehmen. Die klassischen Migrationsformen Einwanderung, Gastarbeit und Flucht treten weniger in Reinform als in Varianten auf.

## Unterscheidung spezifischer Migrationsweisen und -beteiligungen
Migrierende Menschen sind mobiler als andere, stellt Annette Treibel fest, und will das nicht allein räumlich, sondern auch psychisch und sozial verstanden wissen: „Sie lenken ihre Unzufriedenheit mit den Lebensbedingungen in den Wanderungsentschluss um.“ Bewegen sich Wanderungen innerhalb eines Landes, so handelt es sich um eine Binnenwanderung. Werden Staatsgrenzen überschritten, so geht es sich aus Sicht des Herkunftslandes um Auswanderung (Emigration) und aus Sicht des Aufnahmelandes um Einwanderung (Immigration). Transitstaaten dienen dem temporären Aufenthalt beim Übergang vom Herkunfts- ins Zielland.

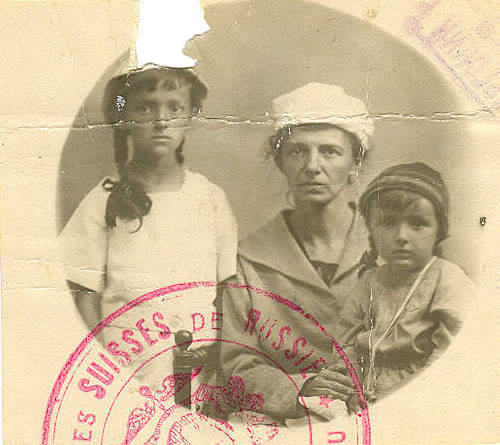
Schweizer Familie, die während des Bürgerkrieges aus Russland floh, um 1921

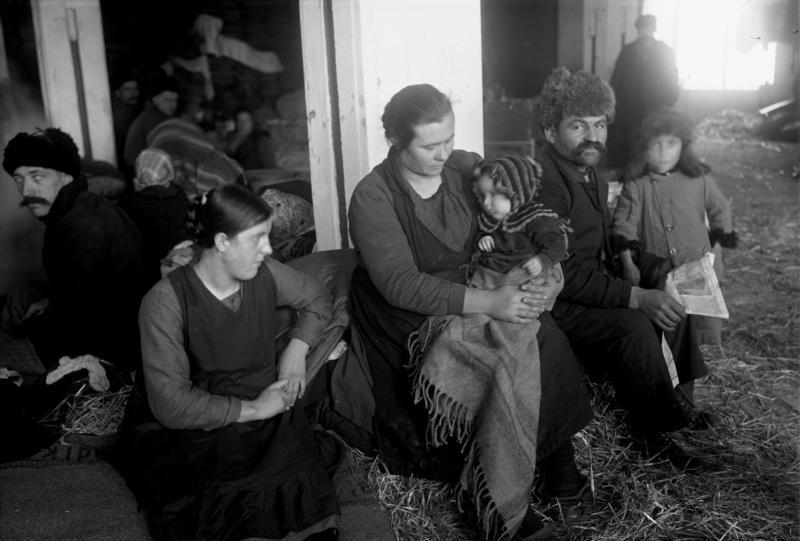
Deutsch-russische Bauernfamilie mit dem Rest ihrer Habe in Kiel, wo sie bis zu ihrer Weiterreise nach Kanada untergebracht und verpflegt werden, November 1929

Unfreiwillige Migranten sind Flüchtlinge, Zwangsverschleppte oder von Naturkatastrophen vertriebene Menschen. Allerdings ist die Unterscheidung zwischen freiwilliger und unfreiwilliger Migration relativ, weil fast immer gewisse Zwänge (z. B. Ressourcenknappheit, unsichere Lage) mitentscheidend für eine Migrationsentscheidung sind. Flüchtlinge sind Menschen, die vor Kriegen, vor politischer oder religiöser Verfolgung oder auch vor Naturkatastrophe und Umweltschäden (Umweltmigration) geflohen sind. Der letztere Migrationsanstoß dürfte vor allem im Zuge der globalen Erwärmung weiter an Bedeutung gewinnen, auch wenn die gegenwartsbezogenen Schätzungen stark schwanken. Allein der Meeresspiegelanstieg droht in den tiefer gelegenen Regionen Asiens die Reisproduktion und somit die Reisversorgung für rund 200 Millionen Menschen unmittelbar zu gefährden.
Es besteht auch ein wesentlicher Zusammenhang zwischen Kulturgutzerstörung und Flucht beziehungsweise Migration, wie der Präsident von Blue Shield International, Karl von Habsburg, bei einem Kulturgutschutz-Einsatz im April 2019 im Libanon mit der United Nations Interim Force in Lebanon erläuterte: „Kulturgüter sind ein Teil der Identität der Menschen, die an einem bestimmten Ort leben. Zerstört man ihre Kultur, so zerstört man damit auch ihre Identität. Viele Menschen werden entwurzelt, haben oft keine Perspektiven mehr und flüchten in der Folge aus ihrer Heimat.“ Dabei folgt auch Fluchtmigration oft den persönlichen Verhältnissen: Während die Ärmeren sich nur die Flucht in Nachbarregionen leisten können, haben besser Gestellte eher die Chance, entferntere Regionen zu erreichen. Ob solche „unfreiwillige Migranten“ überhaupt als Migranten zu betrachten sind, ist umstritten.
Sowohl Zivil- als auch Militärpersonen fliehen unter Umständen in großer Zahl vor kriegerischen Auseinandersetzungen.
Laut der Genfer Flüchtlingskonvention vom 28. Juli 1951 ist Fluchtmigration die räumliche Bewegung einer Person, die „aus der begründeten Furcht vor Verfolgung wegen ihrer Religion, Nationalität, Zugehörigkeit zu einer bestimmten sozialen Gruppe oder wegen ihrer politischen Überzeugung sich außerhalb des Landes befindet, dessen Staatsangehörigkeit sie besitzt, und den Schutz dieses Landes nicht in Anspruch nehmen kann oder wegen dieser Befürchtungen nicht in Anspruch nehmen will.“
Wirtschaftliche Gründe werden für die Definition einer Person als Flüchtling in der Genfer Flüchtlingskonvention nicht anerkannt. Migration erfolgt jedoch in der Regel mit der Hoffnung auf eine Verbesserung der Lebenssituation. In solchen Fällen stellt sich das Problem der Unterscheidung zwischen Freiwilligkeit und „ökonomischem Zwang“. Individuen sind in unterschiedlichem Maße fähig und willens, Frustrationen zu ertragen (Frustrationstoleranz). Und auch wenn sie nicht im Status quo zu verharren bereit sind, haben sie unterschiedliche Handlungsmöglichkeiten: Sie können ihre Umgebung verändern oder ihr zu entkommen versuchen.
Die Strafverfolgung wegen Fahnenflucht und Kriegsdienstverweigerung lässt viele Flüchtlinge Schutz vor der Verfolgung im Ausland suchen. Diese Flucht gelingt oft nur wenigen Deserteuren. In vielen Staaten wird Desertion nicht unmittelbar als Schutzgrund anerkannt. So besteht in der Bundesrepublik kein Recht auf Asyl für Deserteure: „In der bundesrepublikanischen Rechtsprechung zur Gewährung von Asyl wird darauf insistiert, dass jeder Staat das Recht habe, seine Bürger zum Kriegsdienst heranzuziehen.“
Auch die Gefahr, im Herkunftsgebiet wieder im Krieg eingesetzt zu werden, schützt die Deserteure nicht vor einer Abschiebung. Eine Möglichkeit der Anerkennung in der Rechtsprechung besteht, „wenn nachgewiesen werden kann, dass die Rekrutierung auf der Zugehörigkeit zu einer bestimmten Ethnie basiert, sie also eine Diskriminierung darstellt“.
Arbeitsmigranten sind Menschen, welche aus ihrer Heimat zum Zweck der Beschäftigung in ein fremdes Land auswandern. Die Wanderungsbewegung erfolgt in der Regel von industriell gering entwickelten Ländern in Industrienationen. Mit bilateralen Anwerbeabkommen, versuchen diese ihren Arbeitskräftemangel zu beheben. Um hochqualifizierte Arbeitskräfte gibt es einen globalen Wettbewerb.

Transnationaler Bologna-Prozess

Eine wachsende Rolle spielt die Bildungsmigration, obwohl sie keine ganz neue Erscheinung ist. Immer mehr Länder bemühen sich heute, attraktive Bedingungen der Ausbildung, des Studiums und der Forschung zu schaffen, um wanderungswillige und qualifizierte Personen zu gewinnen. Laut einer 2015 veröffentlichten OECD-Studie ist Deutschland das Industrieland mit der höchsten Zahl von Personen, die zum Studium ins Ausland ziehen; das meistbesuchte Zielland deutscher Studenten ist Österreich.

Transmigration bezeichnet das Pendeln von Migranten zwischen Wohnorten in unterschiedlichen Kulturen. Transmigranten zeichnen sich u. a. durch hohe Formalqualifikation und räumliche Mobilität bei Beibehaltung der sozialen Bindung an die Herkunftsgesellschaft aus. Verbunden mit dem Begriff sind Fragen der Identitätsbildung (Stichworte: „Third-culture kids“, Bikulturalität). Aus Untersuchungen geht hervor, dass die Qualifikation von Migranten ihre Identität beeinflusst und dass es insbesondere Hochqualifizierte sind, die ihre Identität nicht (mehr) nationalstaatlich definieren. Für Industriestaaten, international aufgestellte Unternehmen oder Forschungseinrichtungen ist das Wanderungsverhalten von gut ausgebildeten Fachkräften von Interesse. Sie gelten als diejenigen, die aufgrund ihrer Qualifikation und Erfahrung, aber auch wegen ihrer weltweiten Vernetzung Innovationsvorsprünge schaffen und transportieren.
Der Soziologe Christoph Butterwegge spricht von einer Polarisierung der Migration in „Elends- und Fluchtmigration“ einerseits und einer „Eliten- und Expertenmigration“ andererseits, „bei der sich Höchstqualifizierte, wissenschaftlich-technische, ökonomische und politische Führungskräfte sowie künstlerische- und Sportprominenz heute hier, morgen dort niederlassen, sei es, weil ihre Einsatzorte rotieren, der berufliche Aufstieg durch eine globale Präsenz erleichtert wird oder Steuervorteile zum modernen Nomadentum einladen.“ Die Elendsmigration unterliege sehr viel restriktiveren und repressiveren Formen der Regulierung als die Eliten- und Expertenmigration.
Zunehmende Bedeutung hat zudem die „Altersmigration“ oder „Ruhesitzmigration“. Dagegen ist die „Heiratsmigration“ in Deutschland der wichtigste Grund für die Einwanderung von Drittstaatsangehörigen.
Das deutsche Ausländerrecht definiert Migranten als „Oberbegriff für Menschen nicht deutscher Herkunft“ und schließt neben Ausländern auch „eingebürgerte deutsche Staatsangehörige und Aussiedler“ ein.

## Forschungsaspekte und Theoriebildung
Die aufgrund der Vielfältigkeit ihres Gegenstandes in unterschiedlichen Disziplinen stattfindende Migrationsforschung wird zunehmend auch in interdisziplinärer Zusammenarbeit von Wissenschaftlern betrieben. Migrationsprozesse und -rückwirkungen sind komplex, „sowohl hinsichtlich der verschiedenen Hürden und Etappen auf Wanderungen selbst als auch in Folge der vielfältigen Veränderungen in den Herkunfts-, Transit- und Zielgesellschaften, die durch die Wanderungen entstehen. Sie sind daher Forschungsgegenstand vieler Disziplinen und werden vor dem Hintergrund der jeweiligen Theoriebildung diskutiert, weshalb meist nur spezifische Segmente von Migrationsphänomenen behandelt werden. Da dies jeweils von einer ganz bestimmten Perpektive aus geschieht, die von anderen Disziplinen nicht eingenommen wird, ist es sinnvoll, Migrationsforschung interdisziplinär anzulegen“.

### Motivationsfaktor Wirtschafts- und Wohlstandsgefälle

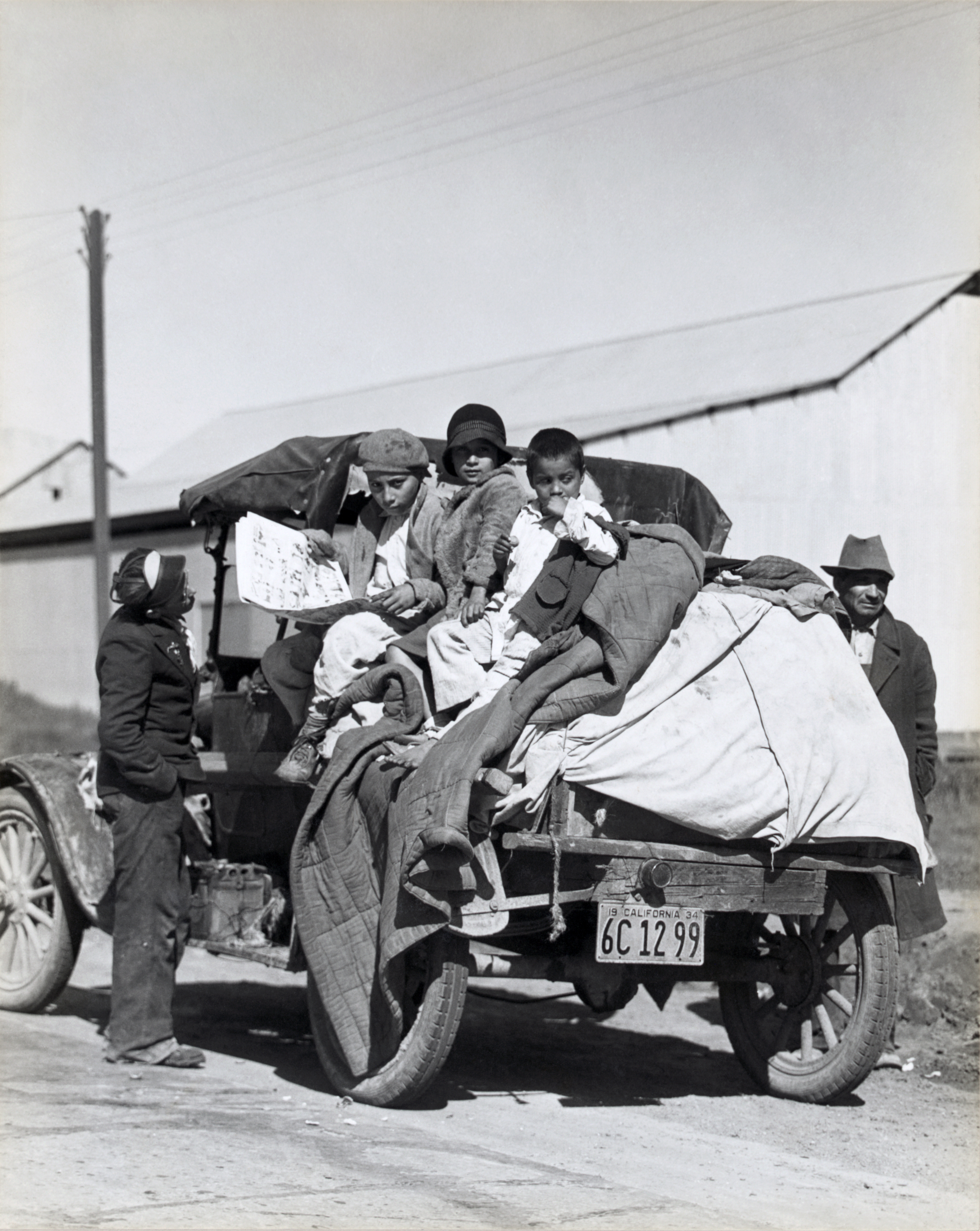
Migranten in Kalifornien, 15. März 1935

Die wirtschaftlich unterschiedlichen Niveaus von Herkunfts- und Ankunftsregion wirken als sogenannte Push- und Pull-Faktoren auf individueller und auf struktureller Ebene einer Volkswirtschaft. Dabei stehen den abstoßenden (Push-)Faktoren in den Herkunftsländern anziehende (Pull-)Faktoren in den Einwanderungsländern gegenüber. Typische mögliche Auslöser für Migrationsströme sind Konstellationen, in denen wirtschaftsgeografisch ein Nord/Süd-, Ost/West- oder Stadt/Land-Gefälle sichtbar gemacht werden kann.
Als weitere für Migrationsentscheidungen wichtige Faktoren gelten außer Einkommensentscheidungen auch Alter, Beruf und familiäre Einbindung der potentiellen Migranten sowie Arbeitslosenquote und Zuwanderungspolitik des Ziellandes. Insbesondere bei der Anwerbung von Fachkräften ist neben der Sprache und der Arbeitsmarktsituation im Zielland auch die Perspektive auf dauerhaften Aufenthalt und Einbürgerung, auf Familiennachzug und auf berufliche Selbständigkeit von Bedeutung.
Bei Fluchtmigration vor dem Hintergrund von Kriegshandlungen (Kriegsflucht) oder Naturkatastrophen (Umweltmigration bzw. -flucht) zeigen sich vorherrschend die Push-Faktoren; andererseits finden sich auch „vorausplanende“ Fluchtmigranten, sodass für Flüchtlinge wie für Arbeitsmigranten insgesamt ein Gemenge von Schub- und Sogfaktoren zugrunde zu legen ist. „Der Verlauf von Fluchtbewegungen hängt einerseits von den nationalen politischen Systemen und dem internationalen Flüchtlingssystem und andererseits von den Ressourcen, Handlungschancen und den Netzwerken ab, auf die Flüchtlinge zurückgreifen können.“

### Fachkräftemangel
Durch die Anwerbepolitik der Bundesrepublik Deutschland kamen von 1955 bis 1973 etwa 14 Millionen Gastarbeiter in die Bundesrepublik.
Wirtschaftspolitisch vielfach gewünscht und nachgefragt ist die Zuwanderung von hochausgebildeten und gut situierten Fachkräften (high skilled migration). Wenn in Deutschland aus demografischen Gründen zunehmend ein Mangel an gut ausgebildeten Fachkräften zu erwarten ist, dürfte sich (trotz Wirtschaftskrise) die innerdeutsche und Ost-West-Konkurrenz der Metropolen und Regionen um diese Fachkräfte verstärken (Stand: 2010).
Angesichts alternder Gesellschaften und des Fachkräftemangels stehen viele Länder im weltweiten Wettbewerb um die Zuwanderung von Talenten. Trotzdem bestehen noch viele Hürden, die die Arbeitsmobilität auch von Hochqualifizierten einschränken.

## Gesellschaftspolitische Probleme und Lösungsansätze
Gelingende Integration von Zuwanderern ist ein an vielfältige Bedingungen gebundener Prozess, wie Jochen Oltmer schon für die Ausgangslage der Wandernden zeigt: „Migranten agieren als Individuen und in Netzwerken oder Kollektiven mit unterschiedlichen Autonomiegraden vor dem Hintergrund verschiedener Erfahrungshorizonte im Gefüge von gesellschaftlichen Erwartungen und Präferenzen, Selbst- und Fremdbildern, Normen, Regeln und Gesetzen. Sie verfolgen dabei ihre eigenen Interessen und Ziele, verfügen über eine jeweils unterschiedliche Ausstattung mit ökonomischem, kulturellem, sozialem, juridischem und symbolischem Kapital mit der Folge je verschieden ausgeformter Handlungsspielräume.“
Die angestrebte Art der Einbeziehung von Zuwanderern unterscheidet sich deutlich in den einzelnen Aufnahmegesellschaften, nicht nur begrifflich. Dazu heißt es bei Ingrid Oswald: „Unter Assimilation wird der Prozess verstanden, in dem sich kulturelle, ethnische oder religiöse Minderheiten an die Mehrheitsgesellschaft anpassen und deren Werte und Lebensweisen übernehmen.“ Damit sei letztlich die allmähliche Aufgabe der Herkunftskultur bzw. das Verblassen ihrer Elemente unter dem Eindruck der neuen Kultur gemeint. „Begriffe wie »Akkulturation« oder »Integration« bezeichnen dagegen Eingliederungsprozesse, bei denen die Annäherung an die Zielkultur weit oberflächlicher sein kann bzw. auf eine gegenseitige Annäherung von Minderheits- und Mehrheitskultur verweisen.“
Problemlose Integration findet, wo sie vorkommt, nur selten die Aufmerksamkeit von Öffentlichkeit und Wissenschaft, die beide eher auf Probleme reagieren, wie es bei Franck Düvell heißt. Diese entstehen aus seiner Sicht vornehmlich, wenn die aufnehmende Gesellschaft sich zu ablehnend verhält, wenn Migranten die Integration ihrerseits ablehnen oder wenn die Politik passiv verharrt oder abweisende Signale setzt.
Für Treibel wäre schon viel gewonnen, wenn sich der Ton änderte, in dem über und mit Migranten gesprochen wird. „An die Stelle von herablassender Duldung, Bevormundung, Ausgrenzung oder Unterstellung einer mangelnden Integrationsbereitschaft sollte die Unterstellung treten, daß die Mehrheit der Zugewanderten gute Gründe für die Migration hat und ihr Aktivitätspotential mit der Einreise keineswegs erschöpft ist. Hieran können und sollten Angebote der gesellschaftlichen Teilhabe anschließen.“

### Integrationshürden
Maßgebliche Einflussgrößen für Integrationsverläufe von Migranten sind neben dem Zugang zu Arbeitsmarkt und Beschäftigung das Hineinfinden in Sprache und Kultur der Aufnahmegesellschaft durch adäquate Bildungsangebote und zunehmend gleichberechtigte Teilhabe am gesellschaftlichen Leben. Doch hat der Migrantenstatus, sofern er überhaupt die Aufnahme von Erwerbsarbeit zulässt, in der Regel eine Beschäftigung in den unteren Rängen der gesellschaftlichen Hierarchie zur Folge, oft verbunden mit der Entwertung der am Herkunftsort erworbenen Qualifikationen.
Kulturelle oder ethnische Andersartigkeit der Zuwanderer dient den Einheimischen als Zurückweisungsgrund aus Angst vor eigenem Status- bzw. Ansehensverlust. Nicht Qualifikation oder Leistung, sondern die ethnische Herkunft liegt dieser „Unterschichtung“ zugrunde. Als treibende Kraft von Ausgrenzung, Fremdenfeindlichkeit und Rassismus sieht Treibel unterprivilegierte Einheimische ohne Mobilitätschancen oder solche mit Furcht vor Deklassierung. „Der Wunsch der Einheimischen, die Zugewanderten möglichst tief zu platzieren, korrespondiert mit dem Bestreben der Unternehmen und Branchen, sich mit den Zuwanderinnen und Zuwanderern flexible und ausgrenzbare Reservearbeitskräfte zu sichern. Dies betrifft insbesondere weniger angesehene Branchen wie die Gastronomie oder die Landwirtschaft oder krisenanfällige Branchen wie den Bergbau oder die Bauwirtschaft.“ Fehlwahrnehmung, Stereotypisierung und Fremdenfeindlichkeit existieren aber auch ohne Konkurrenzmotive auf dem Arbeitsmarkt. Abgrenzungsverhalten tritt nicht nur zwischen Zuwanderern und Langzeiteinwohnern, sondern auch unter Zuwanderern unterschiedlicher Herkunft auf, „die um Gesellschaftsinterpretationen streiten und um die geringer werdenden Ressourcen konkurrieren“.
Speziell in Deutschland ist zu beobachten, dass die Kinder von Zugewanderten die Möglichkeiten schulischer und beruflicher Bildung oft nicht ausschöpfen können. „In vielen Zuwandererfamilien kumulieren die Benachteiligungen: Arbeitslosigkeit, formal nicht anerkannte höhere Schul- oder Berufsbildung, beengte Wohnverhältnisse in stigmatisierten städtischen Bezirken, Traumatisierungen infolge Vertreibung, Flucht oder des Migrationsverlaufs, geringe Deutschkenntnisse und Kontakte zu Einheimischen etc.“ Benachteiligung und Diskriminierung in den Aufnahmegesellschaften können Einwanderer auf die mitgebrachten ethnischen und kulturellen Bindungen zurückverweisen, eine Re-Ethnisierung bewirken, die der Integration entgegenwirkt und der Ausbildung von Parallelgesellschaften Vorschub leistet.

### Integrationsförderliches
Positive Weichenstellungen für das Hineinfinden in eine andere als die gewohnte Kultur und Gesellschaft beginnen damit, dass die Mehrzahl der Migranten die eigene Lebenssituation am neuen Ort zunächst als besser empfindet als die vorherige. Unterstützung erhalten Migrationswillige auf der Wanderung und in den Aufnahmegesellschaften durch Kommunikationsnetzwerke von Eingewanderten, die ihre Erfahrungen weitergeben und Optionen für Unterkunft und Arbeitsbeschaffung vermitteln. „Knotenpunkte bilden ethnische Gemeinden und Migrantenunternehmen, weil in ihnen der Warenabsatz, aber auch die Rekrutierung billiger Arbeitskräfte organisiert werden kann.“
Fortschreitende Integration braucht aber auch Zeit. Denn mit steigender Aufenthaltsdauer, so Treibel, bezögen die Zugewanderten ihre Werte, Normen und Ansprüche immer mehr aus dem Konzept der Aufnahmegesellschaft. Zu vollständiger Assimilation komme es aber auch nach mehreren Generationen nicht. Die Identifikation mit der ethnischen Herkunft dauere auch bei den im Einwanderungsland Geborenen fort. „Diese Ethnizität richtet sich allerdings nicht mehr auf die Herkunftsgesellschaft oder die ethnic community.“ Vielmehr gingen die Normen von Herkunfts- und Aufnahmegesellschaft eine neue Verbindung ein.
Wo Aufnahmegesellschaften es für politisch wünschenswert erachten, dass die Einwandernden sich auf demokratische Weise mit dem für sie neuen Gemeinwesen identifizieren und sich loyal dazu verhalten, kann dies laut Oswald nur erreicht werden, wenn ihnen von den Einheimischen die staatsbürgerliche, soziale und kulturelle Gleichberechtigung eingeräumt wird. Im Rahmen eines Wohlfahrtsstaates beziehe sich das auch auf soziale Gleichberechtigung und das Anrecht auf subsidiäre Unterstützung bei Bedürftigkeit.

## Internationale Migrationspolitik
Mit dem Prozess der Globalisierung, heißt es bei Düvell, haben auch die Möglichkeiten für die geographische Mobilität von Menschen zugenommen. Sie seien immer weniger sesshaft, und es bestehe die Wahrscheinlichkeit, dass jemand, der einmal in Bewegung gekommen ist, noch einmal migriere. Charakteristisch für Migrationsbewegungen unter den Bedingungen der Globalisierung seien Wanderungen von Experten, von Studierenden und von Haushaltsgehilfen. „Diese drei Wanderungstypen haben in allen OECD-Staaten, den meisten Ölförderstaaten und regionalen Akkumulationszentren enorm zugenommen.“
Dominiert werde das internationale Migrationsgeschehen seit dem Ende des Zweiten Weltkriegs von Asiaten und Afrikanern sowie von Mittel- und Südamerikanern. Doch lasse sich ein Trend beobachten, wonach es Flüchtlingen zunehmend schwer gemacht wird, in westlichen Industrienationen Fuß zu fassen. Das zeigten Maßnahmen wie die Visapflicht, die Sichere-Drittstaaten-Regelung, die Bekämpfung illegaler Migration sowie die In-die-Pflichtnahme von Transportunternehmen, Migranten ohne Papiere auf eigene Kosten zurückzutransportieren.

### Widersprüchliche Entwicklungen
Wegen der sehr beschränkten Handlungsmacht der Betroffenen kommt es auf der Flucht oft zu einer paradoxen Immobilisierung: Grenzen oder unüberwindliche natürliche Hindernisse stoppen die Migranten; (finanzieller) Ressourcenmangel, fehlende Papiere oder mangelnde Netzwerke lähmen das Fortkommen. Damit verbunden sind „Camp-Urbanisierung“ und die Entwicklung von „Camp-Cities“, laut Oltmer zum Teil mit Großstadtcharakter.
Restriktive Regelungen können Wanderungen aber nicht vollständig verhindern. Wirtschaftlich prosperierende Wohlstandsregionen ziehen Zuwanderer an und profitieren davon auch teilweise. Ökonomische Bedeutung hat das auch für die Herkunftsländer im globalen Süden. „2016 lagen die Geldüberweisungen, die Migranten an ihre Verwandten allein in den ‚Entwicklungsländern‘ schickten, nach Schätzungen der Weltbank bei mindestens 440 Milliarden US-Dollar. Die Beträge übertrafen damit den Umfang der staatlichen Zahlungen im Rahmen der Entwicklungszusammenarbeit um fast das Dreifache.“ Wie der niederländische Migrationsforscher Hein de Haas anhand zahlreicher Beispiele aufzeigt, haben restriktive Regelungen den gegenteiligen Effekt und erhöhen die Migration und die Migrantenzahlen noch. Es komme zum einen zu einer „Torschluss-Migration“, so dass möglichst viele noch vor dem Inkrafttreten der Begrenzungen das Zielland zu erreichen versuchen. Zudem hindern Verschärfungen nicht nur an der Einreise, sondern auch an der Ausreise, denn Migranten, die mit dem Gedanken an eine – endgültige oder zeitweilige – Rückkehr in ihr Herkunftsland gespielt haben, blieben nun in ihrem Zielland, wenn sie fürchten müssten, nicht wieder einreisen zu können, und würden dann gegebenenfalls auch ihre Familien nachholen, denen der Nachzug aus Gründen des Schutzes der Familie nicht verwehrt werden könne. Entsprechend komme durch Restriktionen die zirkuläre Migration, also die von der Nachfrage nach Arbeitskräften abhängige Ein- und Wiederausreise, zum Erliegen, was die Migrantenzahl ebenfalls erhöhe.

### Tradierte Einstellungsunterschiede
Hinsichtlich der Aufnahmegesellschaften unterscheidet man formelle und informelle Einwanderungsländer. Für die formellen Einwanderungsländer ist Einwanderung ein Teil ihres Selbstverständnisses, was sich in der Gesetzgebung und den Institutionen niederschlägt. Informelle Einwanderungsländer verstehen sich als Aufnahmeländer für beschränkte Einwanderungsgruppen. Klassisches Beispiel für ein formelles Einwanderungsland in Europa ist Frankreich wegen der Zuwanderung aus seinen ehemaligen Kolonien. Weltweit genießen die USA, Kanada und Australien diesen Ruf. Europa zählt inzwischen auch als Einwanderungskontinent. Ein Beispiel für ein informelles Einwanderungsland ist die Bundesrepublik Deutschland, die traditionell offen für deutschstämmige Aussiedler und politisch Verfolgte ist, oder auch Israel, das allen Juden zur Einwanderung offensteht (Alija). Die Grenzen zwischen formell und informell sind dabei keineswegs feststehend. Schweden entwickelte sich z. B. vom formellen zum informellen Einwanderungsland. Die Niederlande sind ein informelles Einwanderungsland, aber mit multikultureller Prägung, und auf die Schweiz trifft keines der Kriterien zu.

### Harmonisierungsansätze und -probleme
Während klassische Einwanderungsländer wie die USA, Kanada und Australien über lange Zeit eine liberale Einwanderungspolitik befolgten, die sich jeweils auf das Selbstverständnis als Nation von Einwanderern bezog – welche vor materieller Not, Bedrohung und Verfolgung geflohen waren und die ihnen Schutz bietende Gesellschaft aufgebaut hatten –, entwickelte sich in Europa im Zuge des Einigungsprozesses eine gemeinsame Praxis verschärfter politischer und legislativer Regulierung. Dazu gehören das Dublin-Verfahren, eine restriktivere Handhabung des Asylrechts sowie Maßnahmen zu wirksamerer Kontrolle und Abriegelung der EU-Außengrenzen mittels Eurosur und Frontex. Da es in einigen Wirtschaftssektoren an Arbeitskräften fehlt, werden in vielen europäischen Ländern aber auch Modelle der klassischen Einwanderungsländer diskutiert, so z. B. Punktesysteme für die Anwerbung qualifizierter Zuwanderer.
Nirgendwo in der Welt, konstatiert Oswald, werde unkontrollierte Zuwanderung gestattet oder würden Grenzen aus rein humanitären Gründen geöffnet. „Selbst die liberalste Einwanderungspolitik ist auch Bevölkerungs- und Wirtschaftspolitik.“ Düvell spricht vom „Migrationsdilemma der Globalisierung“: „Einerseits erfordern unternehmerische Überlegungen die so weit als möglich uneingeschränkte Mobilität von Arbeitskräften, andererseits ist diese politisch unerwünscht.“ Bislang hätten es weder die Politik, noch die Politikwissenschaften oder die politische Philosophie vermocht, globalisierte Märkte, das Konzept des Nationalstaates, liberale Prinzipien und die Bewegungsfreiheit von Menschen miteinander zu versöhnen.
Für Treibel lassen die verstärkten Wanderungen seit Ende des 20. Jahrhunderts erwarten, dass entwickeltere Regionen und Gesellschaften auf lange Sicht mit dem Problem des Umgangs mit Zugewanderten konfrontiert sein werden. „Italien ist ein Beispiel dafür, wie der relativ unvermittelte Wandel eines Landes vom Auswanderungsland (mit vielen bisher als unterentwickelt geltenden Regionen) zum Einwanderungsland seit Mitte der 1980er Jahre innergesellschaftliche Spannungen verschärft.“ Dabei entstünden Migrationsbewegungen keineswegs zufällig, sondern als Folge politischer Entscheidungen und ökonomischer Entwicklungen. Eine Zunahme illegaler Zuwanderung könne im Grunde niemanden überraschen, wenn etwa in Deutschland die Möglichkeiten für eine legale Zuwanderung immer weniger existierten. Auch liege es nahe, dass verstärkte Restriktionen der Regierung eines Landes die Zuwanderungsströme in andere Länder lenkten.
Der Globale Pakt für eine sichere, geordnete und reguläre Migration gilt als Beitrag zur Erfüllung der Ziele für nachhaltige Entwicklung für 2030, Punkt 10.7. Dieser ist als untergeordneter Aspekt des Ziels Nr. 10 („Verringerung der Ungleichheit zwischen den Staaten“) formuliert und sieht vor, eine ordentliche, sichere, geregelte und verantwortliche Migration und Mobilität zu ermöglichen.

## Zahlen
| Jahr | Weltbevölkerung | Migranten weltweit | Anteil Migranten an der Weltbevölkerung |
| ---- | --------------- | ------------------ | --------------------------------------- |
| 1990 | 5,3 Milliarden  | 151–156 Millionen  | 2,9 %                                   |
| 2000 | 6,1 Milliarden  | 173 Millionen      | 2,8 %                                   |
| 2015 | 7,3 Milliarden  | 244 Millionen      | 3,3 %                                   |
| 2017 | 7,5 Milliarden  | 258 Millionen      | 3,4 %                                   |

Im Jahr 2017 lebten 257,7 Millionen Menschen in Staaten, in denen sie nicht geboren wurden. Der Staat mit der höchsten Zahl von Migranten waren 2017 die Vereinigten Staaten mit 49,8 Millionen Migranten, gefolgt von Saudi-Arabien und Deutschland mit jeweils 12,2 Millionen Migranten und Russland mit 11,7 Millionen Migranten. Der Staat mit der größten Zahl Auswanderer im Jahr 2017 war Indien (16,6 Millionen), gefolgt von Mexiko (13 Millionen), Russland (10,6 Millionen), China (10,0 Millionen) und Bangladesch (7,5 Millionen).
Die Tabelle zeigt für die Jahre 2000 und 2015 den Anteil der Migranten (hier definiert als alle Menschen, die in einem Land leben, in dem sie nicht geboren wurden) an der Weltbevölkerung. (Zu einzelnen Staaten siehe: Einwandereranteile nach Ländern.)
Seit 1960 lag der Anteil der Migranten an der Weltbevölkerung nach Berechnungen von Mathias Czaika und Hein de Haas auf einem vergleichbaren Niveau: 3,06 % (1960), 2,86 % (1970), 2,70 % (1980), 2,67 % (1990), 2,73 % (2000).
Das Pew Research Center untersuchte im Jahr 2020 die religiöse Zugehörigkeit der Menschen, die zum damaligen Zeitpunkt Migrantenstatus hatten. Demnach waren Christen mit 47 % und Muslime mit 29 % weltweit am stärksten vertreten. In Europa lagen die Anteile bei 56 % und 18 %.

## Museumspräsentation
Die Museen widmen sich seit der Jahrtausendwende zunehmend der Migrationsgeschichte. 1990 öffnete das Ellis Island Immigration Museum in New York, 1999 das Canadian Museum of Immigration at Pier 21, 2005 das Auswandererhaus Bremerhaven, 2007 die Ballinstadt Hamburg und 2016 das Museum Friedland. Bedeutende Themenausstellungen wie Good Bye Bayern – Grüß Gott America (Haus der Geschichte München 2005/2006), Zuwanderungsland Deutschland, Migrationen 1500-2005 (Deutsches Historisches Museum 2005/2006) und Flucht, Vertreibung, Integration (Haus der Geschichte 2005–2007) widmeten sich in Deutschland einzelnen Migrationsthemen. In der Schweiz fand 1999 im Museum für Gestaltung Zürich eine der ersten Ausstellungen in Europa mit Selbstzeugnissen von Migrantinnen und Migranten statt.

## Literatur

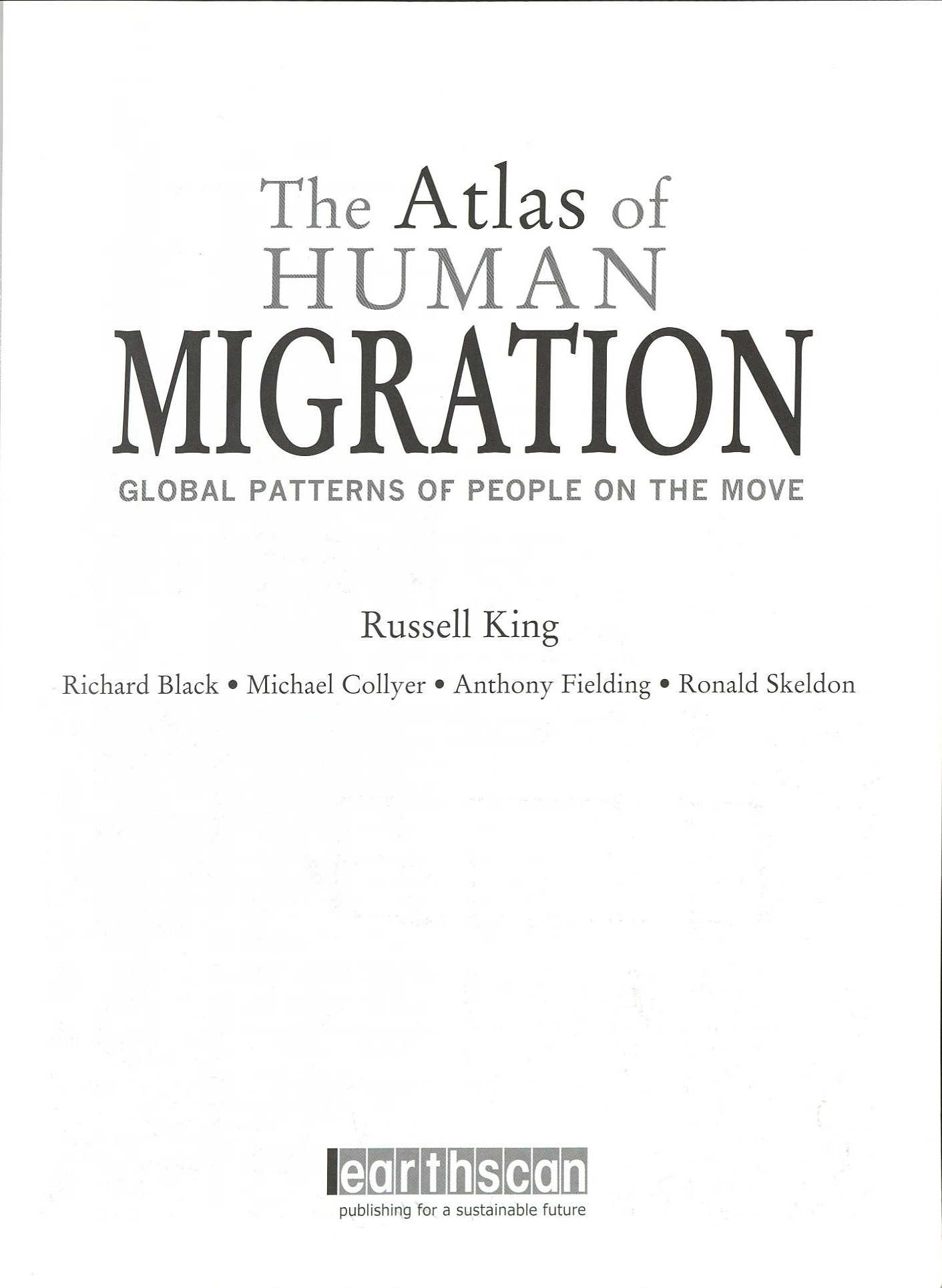
Russell King (Hrsg.): Atlas of human migration (2010)

## Dokumentarfilm
- ZDF / Terra X (2018, Doku von Dirk Steffens):
  - Die Reise der Menschheit (1/3) - Der Aufbruch
  - Die Reise der Menschheit (2/3) - Fremde Welten
  - Die Reise der Menschheit (3/3) - Welt in Bewegung